# Frederique van der Wal
Frederique van der Wal (ur. 30 sierpnia 1967 w Hadze) – holenderska modelka. 

## Kariera
Frederique studiowała ekonomię i języki obce w ojczystej Holandii, kiedy znajomy namówił ją do uczestnictwa w konkursie modelek zorganizowanym przez agencję Elite, który to wygrała. Przerwała studia by polecieć do Nowego Jorku i zacząć początkowo dwuletni kontrakt z agencją Elite. Wkrótce podpisała kontrakty z oddziałami Elite w Paryżu i Londynie. 
Pojawiała się na okładkach najbardziej prestiżowych magazynów mody: Harper’s Bazaar, Vogue, Marie Claire, Elle, a Cosmopolitan regularnie zapraszał ją na swe łamy. Jej twarz pojawiała się w wielu kampaniach reklamowych, m.in. Revlon. W latach 1995–1997 była główną modelką Victoria’s Secret.